# Мелядино Сан Фиденцио
Мелядѝно Сан Фидѐнцио (на италиански: Megliadino San Fidenzio) е село в Северна Италия, община Борго Венето, провинция Падуа, регион Венето. Разположено е на 12 m надморска височина.